# Vịnh Ōmura
Vịnh Ōmura (大村湾 (Đại Thôn loan) Ōmura-wan) là một vịnh của biển Hoa Đông nằm gần khép kín trong tỉnh Nagasaki, Nhật Bản.

## Địa lý

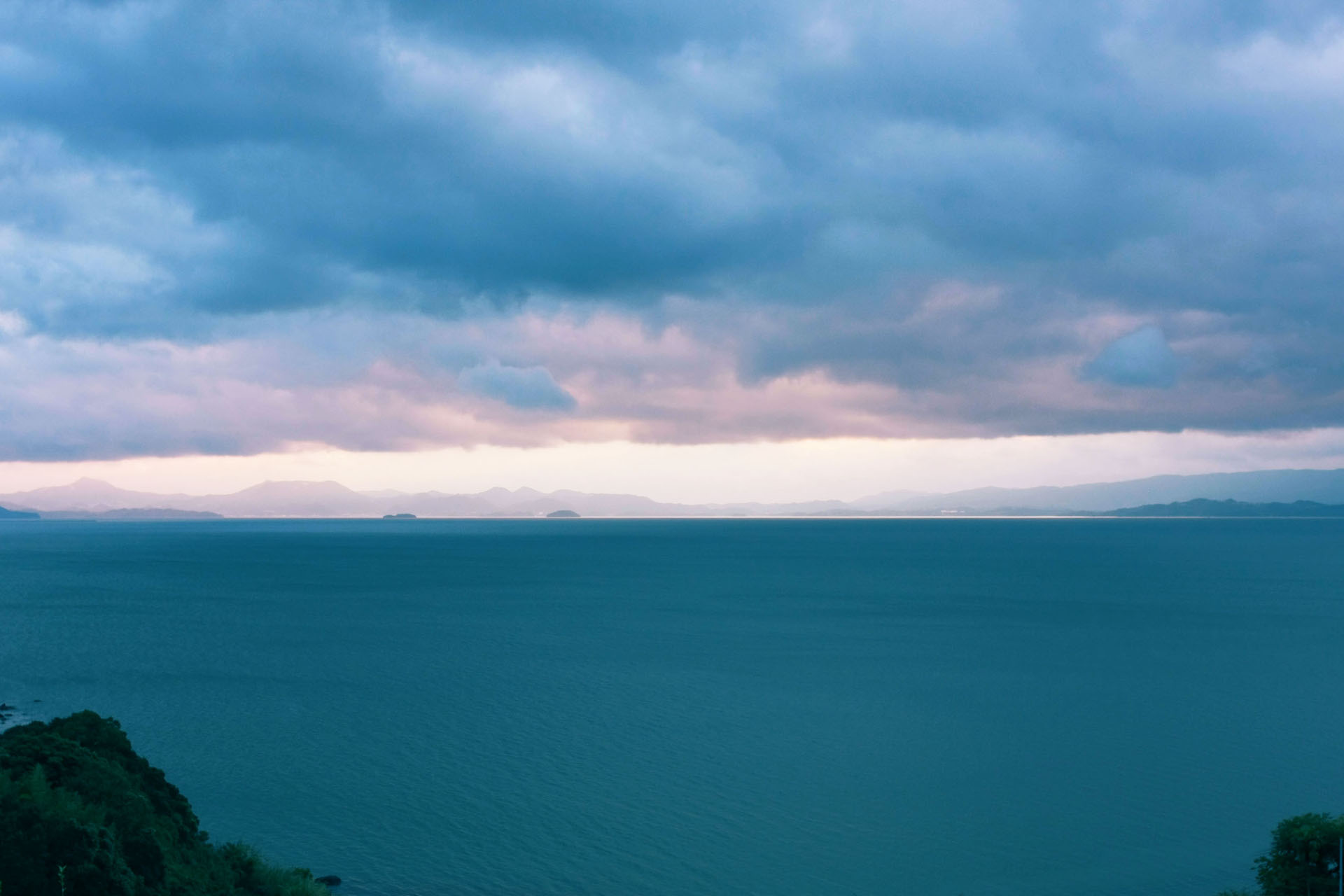
Cảnh vịnh Ōmura.

Vịnh dài 26 km (16 mi) theo chiều bắc nam, rộng 11 km (6,8 mi) đông sang tây. Chiều dài đường bờ biển 360 km (220 mi), còn diện tích bề mặt là 320 km2 (120 dặm vuông Anh). Vịnh chiếm 8% diện tích toàn tỉnh. So với độ rộng, độ sâu của vịnh không mấy ấn tượng, sâu trung bình 14,8 m (49 ft) và tối đa 54 m (177 ft).
Vịnh bị đất vây quanh về mọi hướng, nên nó trông như một quầng nước nội lục trên bản đồ. Chỉ có hai đường nối nó với biển Hoa Đông: eo Hario (針尾瀬戸 Hario-seto) với chỗ hẹp nhất rộng 200 m (660 ft) và, về phía đông, eo Haiki (早岐瀬戸 Haiki-seto) rộng 10 đến 200 m (33 đến 656 ft). Tuy vậy, hai eo này không nối thẳng ra biển lớn, mà ra vịnh Sasebo (佐世保湾 Sasebo-wan). Giữa eo Hario và eo Haiki là đảo Hario. Tây vịnh Ōmura là bán đảo Nishisonogi (西彼杵半島 Nishisonogi-hantō), và phía nam là núi Kotonoo (琴ノ尾岳 Kotonoo-dake). Phía bờ đông vịnh là đồng bằng Ōmura (大村平野 Ōmura-heiya), nơi thành phố Ōmura tọa lạc. Đối diện thành phố Ōmura là đảo lớn nhất nằm trong vịnh: Mishima (箕島), nơi đặt sân bay Nagasaki.
Dọc bờ hồ là các địa danh sau, theo chiều kim đồng hồ từ phía bắc: Sasebo, Kawatana, Higashisonogi, Ōmura, Isahaya, Nagayo, Togitsu, Nagasaki và Saikai.

## Sinh học
Nhờ đặc điểm địa lý, lượng nước lưu thông giữa vịnh và biển là không lớn. Do vậy, quần thể sinh vật cũng có nét khác biệt so với vùng biển lân cận. Trong vịnh là một quần thể cá heo không vây sống cả đời nơi đây. Cá heo mũi chai Ấn Độ Dương và cá heo mỏ có khi bơi vào vịnh. Vịnh dồi dào về cá. Chừng 60 loài động vật biển được đánh bắt.